# Jere Vrcić
Jere Vrcić (Split, 30 de septiembre de 2004) es un futbolista croata que juega como centrocampista en el N. K. Croatia Zmijavci de la Segunda Liga de Croacia.

## Estadísticas

### Clubes
Actualizado al último partido disputado el 12 de octubre de 2022.
| Club                            | Div.          | Temporada     | Liga  | Liga  | Copas nacionales | Copas nacionales | Copas internacionales | Copas internacionales | Total | Total |
| Club                            | Div.          | Temporada     | Part. | Goles | Part.            | Goles            | Part.                 | Goles                 | Part. | Goles |
| ------------------------------- | ------------- | ------------- | ----- | ----- | ---------------- | ---------------- | --------------------- | --------------------- | ----- | ----- |
| H. N. K. Hajduk Split · Croacia | 1.ª           | 2022-23       | 0     | 0     | 1                | 0                | 0                     | 0                     | 1     | 0     |
| H. N. K. Hajduk Split · Croacia | Total club    | Total club    | 0     | 0     | 1                | 0                | 0                     | 0                     | 1     | 0     |
| Total carrera                   | Total carrera | Total carrera | 0     | 0     | 1                | 0                | 0                     | 0                     | 1     | 0     |